# Ruinele cetății Șinteu
Ruinele cetății Șinteu (în maghiară Sólyomkő, în traducere „Piatra Șoimului”) sunt un monument istoric și de arhitectură din secolul al XIII-lea. Cetatea a fost construită ca bază militară a Regatului Ungariei. 

## Istoric
După ocuparea Ungariei de turci, Cetatea Șinteu a fost preluată de Principatul Transilvaniei. În secolul al XVII-lea curuții sub conducerea lui Imre Thököly au distrus Cetatea Sachsenstein din Slovacia, folosită ca bază strategică de Sfântul Imperiu Roman. După victoria imperialilor și Pacea de la Sătmar (1711), aceștia au aruncat în aer cetatea Șinteu și au populat domeniile aparținătoare cu slovaci (vezi comuna Șinteu, Bihor).